# معتمدية الفحص
معتمدية الفحص إحدى معتمديات الجمهورية التونسية، تابعة لولاية زغوان.

### مواضيع ذات علاقة
- ولاية زغوان.

1. 1 2 3 4 5 6 7 8 9 10  "المناطق الترابية (العمادات) حسب الولايات والمعتمديات". اطلع عليه بتاريخ 2024-11-30.